# 湯谷温泉 (島根県)
湯谷温泉（ゆだにおんせん）は、島根県邑智郡川本町（旧国石見国）にある温泉。

## 泉質
- ナトリウム.塩化物塩泉（低張性弱酸性冷鉱泉）
  - 源泉温度19℃
  - 無色透明の源泉

## 温泉街
町営の日帰り入浴施設「湯谷温泉弥山荘」が存在するのみで、宿泊施設はない。

## アクセス
- 鉄道 : 三江線石見川本駅よりバスで約15分。